# Walter Lees
Walter Edwin Lees född 15 juli 1887 i Janesville, Wisconsin, död 16 maj 1957 på Travis Air Force Base Hospital, var en amerikansk flygpionjär. Han var bror till Richard Lees.

## Biografi
Lees växte upp i Janesville tillsammans med sina syskon Richard och Jessie. Efter att han avslutat sina studier vid University of Wisconsin sökte han ett arbete där han fick arbeta med bilar. År 1911 väcktes hans intresse för flygning när han såg Curtiss fabrikspilot Beckwith Havens genomföra en flyguppvisning över Ashland. När han fick höra att han kunde arbeta som mekaniker och samtidigt få gratis flyglektioner for han till St. Augustine i Florida. Efter flera veckors hårt arbete fick han följa med piloten Otto Brodie på en tre minuter lång flygtur med ett Farmanflygplan. Besvikelsen över den utlovade flygutbildningen fick honom att söka sig till Benoist Co. i St. Louis 1912 som flygmekaniker. Där fick han i alla fall ersättning för sitt arbete.
Där besökte han alla flyguppvisningar i trakten, där företagets piloter Tony Jannus, William Bleakley och Ray Benedict deltog. När tiden megav passade Jannus på att ge honom lite grundläggande flygutbildning mellan flyguppvisningarna. Han soloflög första gången 14 november 1912 med ett Benoist hydroflygplan på Creve Coeur Lake. Flygningen var inte planerad. Han ombads att taxa flygplanet till en förtöjningsplats, och när han startat motorn råkade han ge för mycket gas, varpå flygbåten lättade till 50 fot över vattenytan.
Under vintern följde han med som mekaniker när piloten Ray Benedict for till St. Augustine för att genomföra flyguppvisningar. Under våren återvände han till Benoist Co, och trots att han fick flyga lite med företaget piloter och flygplan lämnade han under hösten 1913 sin anställning. Efter att han sparat lite pengar tog han sig till Curtiss flygskola i San Diego där läraren Raymond V. Morris ledde honom fram till proven 1 februari 1915 som gev honom ett Curtissdiplom.
Efter utbildningen anställdes han som trafikflygare åt Stewart McDonald i Chicago, som bedrev passagerarflygningar mellan de stora sjöarna med en Curtissflygbåt. 2 augusti deltog han i den lokala flygtävlingen Air Meet i Grant Park. Samtidigt genomförde han sin första mörkerflygning och med två strålkastare fastsatta på flygbåten landade han i Chicago. I september samma år anställdes han av Curtiss Co som flyginstruktör på Curtiss Model F i Buffalo. Där passade han samtidigt på att själv flyga upp för ett riktigt flygcertifikat med Dr. Albert Zahn och Charles Manly som examensförrättare och tilldelades amerikanskt certifikat nr 44.
När Curtiss öppnade sin nya flygskola i Newport News i december 1915 överfördes han dit som instruktör på flygbåtar. Senare kom han även att fungera som lärare på landflygplan. Skolan som blev känd under namnet Atlantic Coast Aeronautical Station leddes av kaptenen och flygpionjären Thomas S. Baldwin. Vid skolan utbildades ett stort antal kanadensare som efter flygutbildningen överfördes till RAF för att delta i första världskriget, samt piloter till U.S. National Guard och Army Reserves. Året efter arbetade han uteslutande som lärare vid skolan. Bland hans elever märks dansaren Vernon Castle och majoren Wm. Mitchell, som avlade prov för civila flygcertifikat. 
När USA kom med i första världskriget 1917 hörsammade han arméns önskemål om flyglärare, men hans tjänst som lärare blev kortvarig. På grund av sina goda flygkunskaper överfördes han som testpilot vid McCook Field Dayton Ohio. När freden kom lämnade han Army Air Service som löjtnant med en placering i Army Air Service Reserves och återvände till Curtiss som test- och uppvisningspilot. Han fick även hjälpa till med konstruktionsarbetet på några civila flygplan som Curtiss lanserade i början av 1920-talet.
Dessutom utarbetade han tillsammans med piloterna J. D. Hill och Victor Vernon en Curtissagentur i Portland i Oregon. För att göra reklam för sin verksamhet flög han runt över alla större städer i Oregon, Washington och Idaho med ett landflygplan, samt med en flygbåt till alla större orter längs med Columbia River.
Han slutade vid Curtiss i februari 1920 för ett jobb som chef vid LaGrande Aircraft Co. i Oregon. För företagets räkning genomförde han ett antal flyguppvisningar och distansflygningar. Ett år senare slutade han vid företaget för att arbeta vid Wilbur Wright Field i Dayton i Ohio. År 1922 förflyttades han till Dayton-Wright Aeroplane Co. där han ansvarade för flyginstruktörerna. I sitt arbete kom han i kontakt med Johnson Aeroplane Supply and Flying Service (JASFS) i Dayton, där han anställdes som flyginstruktör. JASFS var ett mindre företag som drev en flygskola, köpte och sålde flygplan, samt konstruerade och byggde några prototypflygplan. Vid företaget rådde tävlingsmentalitet, och företagets piloter deltog i flera flygtävlingar och genomförde ett flertal pionjärflygningar. Under sin tid vid JASFS kom även Lees att delta i flera olika Air Races. 1923 vann han tävlingen Flying Club Trophy i St. Louis. 1224 vann han flygtävlingen National Cash Register Trophy i Dayton. 13 maj 1924 blev han den nionde medlemmen i Caterpillarklubben, då han tvingades hoppa från ett LVG-flygplan över Johnson Field i Dayton. På grund av att uthoppet skedde från låg höjd, blev slaget mot marken kraftigt och han skadade sig i benet. Värken i benet kom att följa honom livet ut. Han fortsatte vid JASFS året ut då han blev erbjuden jobb vid Packard Motor Car Co. i Detroit. Här blev han chef över testpiloterna och utförde själv tester med en dieselmotor som utvecklades vid företaget. För att leda projektet till en framgång genomförde han ett antal långa distansflygningar där flygplanen drevs av dieselmotorer. 1929, 1930 och 1931 ställde han upp i flygtävlingen Ford Reliability Tours med en Packard dieselmotor som kraftkälla i flygplanen.
Tillsammans med Fred A. Brossy genomförde han 30 maj 1931 världens längsta flygning utan bränslepåfyllning i en dieseldriven Bellanca J2 över Jacksonville Beach i Florida. Flygtiden slutade på 84 timmar 33 minuter. Efter att Packard avslutat arbetet med dieselmotorn anställdes han 1935 vid Bendix Aviation Corp som marknadsförare av företagets flygavdelning.
I december 1940 kallades han in som commander i US Navy för att tjänstgöra vid Naval Air Service. Han pensioneras från US Navy 1946. Han hade då varit aktiv pilot i över 35 år, flugit över 60 olika flygplanstyper samt bokfört över 12 000 flygtimmar. Som militär pilot arbetade han fem år US Air Force Reserve, 20 år i United States Navy Reserve, samt sex år vid US Navy.